# Лурье, Абрам Яковлевич
Абрам Яковлевич Лурье (1895, г. Славута Заславского уезда Волынской губернии — 1958, Москва) — советский историк и писатель, биограф Джузеппе Гарибальди и ряда других исторических личностей. Кандидат исторических наук. Член Союза писателей. Автор 20 книг, а также статей, очерков, нескольких пьес.
Окончил медицинский факультет Киевского университета. Начал печататься с 1920 года.
Похоронен в Москве на Востряковском кладбище.

## Сочинения
- Лурье А. Я. Тайна великой пирамиды. — М.: Учпедгиз, 1935. — 112 с. — (Библиотека по географии для средней школы). — 50 000 экз. (в пер.)
- Лурье А. Я. По Индии / Абрам Лурье. — М.: Учпедгиз, 1936. — 288 с. (в пер.)
- Лурье А. Я. Гарибальди. — М.: Журн.-газет. объединение, 1938. — 320 с. — (Жизнь замечательных людей). — 46 000 экз.
- Лурье А. Я. Джузеппе Гарибальди. — М.: Воениздат, 1939. — 104 с. — (Библиотека красноармейца). (в пер.)
- Лурье А. Я. Портреты деятелей Парижской коммуны. — М.: Госполитиздат, 1942. — 208 с.
- Лурье А. Я. С. О. Макаров. — М.: Воениздат, 1949. — 304 с. (в пер.)
- Сорокин М. Я., Лурье А. Я. «Ермак» ведёт корабли / Главсевморпуть. — М.—Л.: Изд-во Главсевморпути, 1951. — 200 с. (обл.)
- Лурье А. Я., Маринин А. Адмирал Г. И. Бутаков (1820—1882). — М.: Воениздат, 1954. (в пер.)
- Лурье А. Я. Портреты деятелей Парижской коммуны. — Изд. 2-е. — М.: Госполитиздат, 1956. — 420 с. — 50 000 экз. (в пер.)
- Лурье А. Я. Гарибальди. — М.: Молодая гвардия, 1957. — 288, [12] с. — (Жизнь замечательных людей). — 50 000 экз.

Статьи
- Лурье А. Я. Адмирал Григорий Иванович Бутаков // Русское военно-морское искусство: Сборник статей / Отв. ред. капитан I ранга Р. Н. Мордвинов. — М.: Военно-Морское издательство Военно-Морского Министерства Союза ССР, 1951. (в пер.)